# Lathrop (Missouri)
Lathrop és una població dels Estats Units a l'estat de Missouri. Segons el cens del 2000 tenia 2.092 habitants.

## Demografia
Segons el cens del 2000, Lathrop tenia 2.092 habitants, 766 habitatges, i 557 famílies. La densitat de població era de 581,1 habitants per km².
Dels 766 habitatges en un 41,5% hi vivien nens de menys de 18 anys, en un 55,4% hi vivien parelles casades, en un 13,6% dones solteres, i en un 27,2% no eren unitats familiars. En el 23,5% dels habitatges hi vivien persones soles l'11,2% de les quals corresponia a persones de 65 anys o més que vivien soles. El nombre mitjà de persones vivint en cada habitatge era de 2,66 i el nombre mitjà de persones que vivien en cada família era de 3,16.
Per edats la població es repartia de la següent manera: un 29,6% tenia menys de 18 anys, un 9,4% entre 18 i 24, un 29,5% entre 25 i 44, un 19,6% de 45 a 60 i un 11,8% 65 anys o més.
L'edat mediana era de 33 anys. Per cada 100 dones de 18 o més anys hi havia 86,1 homes.
La renda mediana per habitatge era de 39.537 $ i la renda mediana per família de 46.157 $. Els homes tenien una renda mediana de 34.286 $ mentre que les dones 21.344 $. La renda per capita de la població era de 17.189 $. Entorn del 8,9% de les famílies i el 10,9% de la població estaven per davall del llindar de pobresa.

## Poblacions més properes
El següent diagrama mostra les poblacions més properes.